# Wijken en buurten in Muiden
De voormalige Nederlandse gemeente Muiden is voor statistische doeleinden onderverdeeld in wijken en buurten. De gemeente is verdeeld in de volgende statistische wijken:
- Wijk 00 (CBS-wijkcode:042400)

Een statistische wijk kan bestaan uit meerdere buurten. Onderstaande tabel geeft de buurtindeling met kentallen volgens het Centraal Bureau voor de Statistiek (2008):
| CBS-buurtcode | Buurtnaam                                 | Inwonertal | Opp. totaal (ha) | Opp. land (ha) | Ligging                |
| ------------- | ----------------------------------------- | ---------- | ---------------- | -------------- | ---------------------- |
| BU04240000    | Vesting Muiden                            | 1200       | 40               | 29             | Locatie in de gemeente |
| BU04240001    | Nieuw Muiden                              | 1070       | 126              | 117            | Locatie in de gemeente |
| BU04240002    | Muiderberg                                | 1680       | 148              | 147            | Locatie in de gemeente |
| BU04240003    | Mariahoeve Muiden                         | 810        | 18               | 18             | Locatie in de gemeente |
| BU04240004    | Buitendijken Muiderberg                   | 1450       | 18               | 18             | Locatie in de gemeente |
| BU04240008    | Verspreide huizen ten westen van de Vecht | 150        | 462              | 430            | Locatie in de gemeente |
| BU04240009    | Verspreide huizen ten oosten van de Vecht | 250        | 732              | 685            | Locatie in de gemeente |